# صوفية (نبات)
صُوْفِيَّة أو لِيْدون (الاسم العلمي: Rhododendron subsect. Ledum)، كانت الصوفية جنسًا في فصيلة الخلنجية، وتحوي 8 أنواع من الشجيرات دائمة الخضرة الأصيلة في المناطق الباردة والمعتدلة وشبه القطبية في نصف الكرة الشمالي والمعروفة باسم شاي لابرادور. يُعرف الآن بأنه قُسَيم من قسم Rhododendron، جُنيس Rhododendron، من جنس شجر الورد.